# Викернес, Варг
Варг Ви́кернес (норв. Varg Vikernes [ˈvarɡ ˈviːkeɳes]; родился 11 февраля 1973 года), при рождении получил имя Кристиан Ларссон Викернес (Kristian Larsson Vikernes), в 20 лет сменил имя Кристиан на Варг («оборотень»); также известен под псевдонимом Граф Гришнак (Count Grishnackh) — норвежский музыкант, создатель и единственный участник музыкального проекта Burzum в жанре блэк-метал и эмбиент, видный деятель неоязыческого и неонацистского движений. По состоянию на июль 2013 года в регистре населения Норвегии он зарегистрирован под именем Луи Каше (фр. Louis Cachet [lwi kaʃɛ]).
За совершённое в 1993 году убийство гитариста блэк-метал-группы Mayhem Эйстейна Ошета (Евронимуса) Варг Викернес был приговорён к 21 году лишения свободы. Отбыв 16 лет в тюремном заключении, был условно-досрочно освобождён в 2009 году. С 2010 года живёт во Франции.
В документальном фильме «Путешествие металлиста», посвящённом истории метала, Варг Викернес был назван «самым печально известным музыкантом метала всех времён» (англ. «the most notorious metal musician of all time»).

## Биография

### Юность
В одном из интервью Викернес говорил, что его отец инженер по образованию и работает в отделе безопасности одной фирмы, а мать — сотрудник крупной нефтяной компании. Его родители развелись, Варга воспитывала мать Лене Боре. Майкл Мойнихан приводит слова Викернеса о том, что его мать была расисткой и спокойно относилась к сожжению церквей. В дальнейшем Варг постоянно поддерживал тесные контакты с матерью. В 1997 году она была арестована по подозрению в том, что дала около 20 000 долларов неонацистской группировке, которая якобы планировала операцию по освобождению Варга из тюрьмы. Правда, Викернес отвергал эту версию: он утверждал, что мать передавала деньги его хорошему знакомому, который сам бежал из тюрьмы и нуждался в средствах. После того, как Викернесу было отказано в досрочном освобождении, она опубликовала открытое письмо, в котором выступила в поддержку Викернеса.
Викернес увлёкся металом в 14 лет. Сначала он познакомился с творчеством Iron Maiden, потом начал слушать европейский трэш-метал (Kreator, Celtic Frost, Destruction). Свою первую группу, которая была создана в 1988 или 1989 году и в которой кроме Варга играли ещё два человека, он назвал Kalashnikov в честь своего любимого оружия. Позднее группа была переименована в Uruk-Hai (урук-хай — разновидность орков). Некоторые из сочинённых тогда песен позднее были перезаписаны для Burzum. Также он глубоко увлекался скандинавским язычеством и одно время состоял в неонацистской организации. В конце 1980-х Викернес стал играть в дэт-метал-группе Old Funeral вместе с будущими создателями Immortal, Abbath и Demonaz. Проект Uruk-Hai очень скоро прекратил существование. В 1989 году Викернес познакомился с Эйстейном Ошетом (Øystein Aarseth), более известным как Евронимус, который уже играл в группе Mayhem (одни из пионеров блэк-метала) и владел собственным лейблом Deathlike Silence Productions (DSP). Варг и Евронимус нашли друг у друга много общего (в первую очередь, ненависть к христианству), и Варг вступил в созданную Евронимусом организацию The Inner Black Circle of Norway (с англ. — «Внутренний чёрный круг Норвегии»), которая объединяла членов тогда ещё немногочисленных блэк-металических групп (в том числе Emperor и Darkthrone) и простых сатанистов и ставила целью уничтожение христианства в Норвегии. Позднее Викернес утверждал, что эта организация существовала только в теории и ничего реального не совершила. В дальнейшем Евронимус записал для дебютного альбома Burzum гитарное соло на треке «War». При этом Викернес всегда отрицал свою принадлежность к сатанизму, о которой часто писали СМИ. По его словам, сатанизм или дьяволопоклонничество (Викернес не проводил различий между двумя терминами) — это вторичное явление, реакция на появление христианства.
Псевдоним «Варг», который взял себе Викернес, на норвежском означает «волк» с переносными значениями «вор», «разбойник». Также это слово употребляется применительно к оборотням и преступникам-изгоям. Имя Викернеса непосредственно не связано с варгами из «Властелина колец»: варги Толкина получили название от др.-англ. warg, в основе которого лежит тот же корень, общий для германских языков. В марте 1993 года Викернес официально сменил имя на Варг.

### Burzum
В 1991 году Викернес записал три демо под именем Burzum. Название для группы, единственным участником которой был он сам, он взял из «Властелина колец», где это слово, по утверждению Варга, было множественным числом от слова burz — «тьма». Для себя Викернес взял псевдоним Граф Гришнак (англ. Count Grishnackh — от имени орка из «Властелина колец»). По мнению Викернеса, многие реалии во «Властелине колец» имеют соответствия в скандинавской мифологии (например, Саурон — Один, а оркам соответствуют эйнхерии). «Граф» в псевдониме означает, что Викернес «истинный „партнёр“ и „компаньон“ германцев». Он объясняет это тем, что слово «count» (граф) произошло от латинского слова «comes», которое означает компаньона или партнёра.
Burzum считается одной из наиболее значительных групп «второй волны блэк-метала», оказавшей большое влияние на весь жанр. Отличительной чертой записей Burzum были высокая скорость, высокий кричащий вокал («скриминг», впоследствии «шрайк») и крайне низкое качество записи. Для поздних альбомов характерны длинные монотонные инструментальные проигрыши и использование клавишных. Альбомы Hvis lyset tar oss и Filosofem, которые находятся практически на стыке блэк-метала и дарк-эмбиента (кроме прочего, оба альбома включают длинные эмбиентные композиции), заложили основу поджанра депрессивный блэк-метал. Burzum создавался и всегда существовал как исключительно студийный проект. Непродолжительное время Викернес думал о том, чтобы набрать состав для концертных выступлений, но быстро отбросил эту идею, так как по его мнению музыка Burzum слишком личная и не подходит для исполнения на публике.
Сам Варг Викернес называл своим лучшим альбомом Hvis lyset tar oss. По его словам, «это первый альбом, в котором я играл музыку, а не просто играл на разных инструментах».

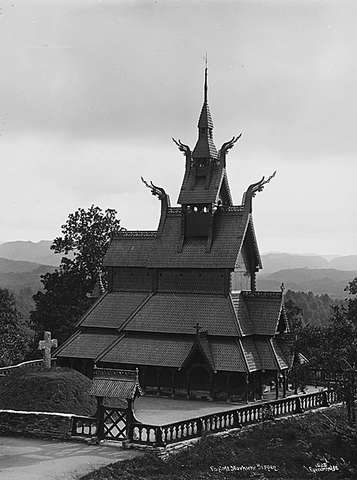
Церковь в Фантофте, фотография XIX века

В 1991—1992 годах Варг начал активные действия в качестве одного из лидеров (наравне с Евронимусом) «Чёрного круга». В течение 1992 года сгорело восемь церквей. Фотографию сгоревшей церкви в Фантофте, участие в поджоге которой Викернеса позднее не было доказано, Варг поместил на обложку EP Aske. В 1992 году Сууви Мариотта Пуурунен, фанатичная поклонница Burzum, совершила поджог квартиры Кристофера Йонсена, лидера группы Therion. На двери квартиры ножом была вырезана надпись «Граф был здесь и ещё вернётся», а в дневнике девушки была обнаружена запись, что поджог якобы поручил ей совершить Викернес. Варг был допрошен как подозреваемый в подстрекательстве, но заявил, что не знаком с обвиняемой, и был отпущен. В 1993 году Варг был на короткое время арестован по подозрению в хранении взрывчатых веществ, но полиция ничего не обнаружила. Тогда же между Варгом и Евронимусом созрел конфликт, который привёл к убийству Евронимуса.
Варг Викернес стал одним из главных героев книги американского музыканта и журналиста, лидера группы Blood Axis Майкла Мойнихана «Lords of Chaos: The Bloody Rise of the Satanic Metal Underground» (с англ. — «Повелители хаоса: кровавый восход сатанинского метал-андеграунда»), документального исследования, посвящённого зарождению блэк-метала в Норвегии и событиям вокруг поджогов церквей. Викернес давал интервью для книги, однако позднее он писал о книге исключительно негативно. Согласно Викернесу, почти вся книга — это либо выдернутые из контекста фразы, либо информация из третьих рук, либо просто ложь. В 2018 году состоялась премьера художественного фильма «Повелители хаоса», основанного на данной книге, где Варга Викернеса сыграл Эмори Коэн.
В интервью Варг Викернес заявлял о желании продолжить написание музыки для Burzum в духе ранних альбомов.
1 июня 2018 года Варг Викернес в своём видео объявил о закрытии проекта. «Burzum никогда не был моим выбором жизни, я даже не хотел стать музыкантом», — заявил Варг. По его словам, Burzum — это его тёмное прошлое, болото, из которого он решил выбраться.

### Убийство Евронимуса и заключение
Истинные причины убийства остаются предметом споров. По одной из версий, убийство стало результатом идеологических разногласий и борьбы за влияние в Чёрном круге. Но были и другие причины конфликта. Так, записи Burzum в то время выходили на DSP. Варг хотел издавать их на собственном лейбле, который и создал в 1993 году, подписав контракт с компанией Voices Of Wonder. Однако Варг утверждал, что Евронимус не вернул ему деньги, которые были выручены от продаж альбома Burzum, равно как и деньги, одолженные Евронимусу для его издания. Второй полноформатный альбом Det som engang var был издан уже на Voices Of Wonder, однако компания разорвала контракт с Варгом и вернула ему нераспроданные копии после убийства Евронимуса и публикации ряда пронацистских высказываний Викернеса. На суде Варг заявил, что Евронимус сам намеревался убить его, а действия Варга были самообороной (то же он утверждает и сейчас).
В ночь на 11 августа 1993 года Варг Викернес и Снорре Рух (создатель и единственный участник блэк-метал-группы Thorns) пришли к дому Евронимуса в Осло. После короткого спора Варг несколько раз ударил Евронимуса ножом. Полиция обнаружила 2 раны на голове, 5 на шее и 16 на спине. Сам Викернес утверждал, что Евронимус во время драки пытался достать нож или ружье, лежавшие в другой комнате, а большинство ран появились в результате падения Евронимуса на осколки стекла. Варг был арестован 10 дней спустя. При аресте полиция обнаружила дома у Варга большое количество взрывчатых веществ. Варг утверждал, что собирался взорвать так называемый Blitz House — популярное место собраний активистов левых организаций в Осло.
В то время Mayhem записывали альбом De Mysteriis Dom Sathanas, причём сессионным бас-гитаристом был Варг Викернес. Семья Евронимуса просила ударника Mayhem Хеллхаммера переписать партии бас-гитары, однако Хеллхаммер не умел играть на басу и не стал ничего менять, но в буклете альбома в качестве музыкантов указаны только Хеллхаммер и Евронимус.
Суд проходил с 30 мая по 8 июня 1994 года. До и во время суда Варг раздал огромное количество интервью, которые сделали его знаменитостью. В то же время факт убийства в немалой степени сказался и на самой блэк-метал сцене Норвегии. В частности, участник группы Emperor Исан утверждал, что это событие сподвигло целый раскол сцены, заставивший многих определиться и встать на одну из определённых сторон. Викернес, который был также признан виновным в поджогах трёх церквей и оправдан по обвинению в поджоге деревянной церкви XII века в Фантофте, получил максимально возможный в Норвегии срок в 21 год. Снорре Рух непосредственно участия в убийстве не принимал, однако впоследствии был приговорен к 8 годам. Он был освобожден досрочно и возобновил свой проект Thorns.
Событиям 11 августа 1993 года посвящена песня «The Day Burzum Killed Mayhem» из альбома Black Metal ist Krieg немецкого блэк-металического проекта Nargaroth. Песня начинается с подлинного аудиофрагмента из выпуска новостей на норвежском языке, в котором речь идёт об этих событиях.
В тюрьме Варг написал несколько книг и ряд статей, опубликованных на официальном сайте Burzum, и альбомы Dauði Baldrs (1997) и Hliðskjálf (1999). Альбомы были записаны на синтезаторе, потому что другие инструменты не были разрешены тюремной администрацией. Кроме того, он написал тексты четырёх песен альбома Darkthrone Transilvanian Hunger и песни Quintessence в альбоме Panzerfaust.
В октябре 2003 года Викернес, отбывавший срок в тюрьме облегчённого режима, был на неделю отпущен на свободу, однако в установленный срок не вернулся в тюрьму. Он угнал машину, но в тот же день был задержан полицией. Викернес имел при себе незаряженную автоматическую винтовку AG3, несколько ножей, противогаз, камуфляжное обмундирование и спутниковую систему навигации. В результате к сроку заключения было добавлено 13 месяцев.
Варг отбывал срок в тюрьме в Тромсё. В июне 2006 года было отклонено его прошение о досрочном освобождении. На момент вынесения приговора прошение о досрочном освобождении разрешалось подавать после отбытия двенадцати лет заключения, однако уже после этого был принят закон, увеличивающий этот срок до четырнадцати лет. На этом основании в прошении было отказано, так что Викернес получил право повторно просить о досрочном освобождении в апреле 2008 года. По мнению адвоката Викернеса Йона Кристиана Элдена, в отношении его клиента была применена обратная сила закона, что запрещено статьёй 97 Конституции Норвегии. В июне 2008 года было отклонено ещё одно прошение Викернеса о досрочном освобождении, хотя ему разрешили покидать тюрьму и навещать семью.

### Освобождение
10 марта 2009 года было объявлено, что Викернес будет условно-досрочно освобождён в ближайшее время, но в течение следующих 12 месяцев он будет периодически отчитываться перед сотрудником полиции.
24 мая 2009 года Варг Викернес условно-досрочно вышел из тюрьмы. Он поселился на ферме в фюльке Телемарк с женой и сыном. В июле он дал интервью газете Dagbladet, в котором сказал, что планирует выпустить новый альбом в следующем году и уже написал девять песен для него.

### Деятельность после освобождения
В 2010 году Викернес с женой переселился во Францию.
В апреле 2011 года Викернес на своём сайте опубликовал заявление на французском языке, в котором призвал французских избирателей голосовать за Национальный фронт — ультраправую националистическую партию, возглавляемую Марин Ле Пен. Норвегию в этом заявлении он назвал «последним советским государством Европы» (le dernier Etat soviétique de l’Europe).
В июле 2012 года Викернес создал YouTube-канал под названием ThuleanPerspective (или Thulêan Perspective). Канал в основном был посвящен европейской языческой мифологии и его политическим взглядам.
В марте 2013 года супругой Викернеса, Мари Каше, при его непосредственном участии в съёмках и производстве, был представлен документальный любительский фильм-реконструкция «Предки» (англ. «ForeBears»), повествующий о быте доисторических охотников-собирателей и их верованиях, таких как культ медведя и культ предков. Спустя год с момента DVD релиза фильм доступен к свободному просмотру через сервис YouTube.
19 января 2014 года Викернес начинает серию видео на своём канале YouTube под названием World of Darkness (Мир Тьмы), где проливает свет на историю Burzum и норвежской блэк-метал сцены начала 90-х прошлого века, а также делится различными размышлениями и воспоминаниями.
16 июля 2013 года Викернес и его жена Мари Каше были арестованы сотрудниками Главного управления контрразведки Франции. Причиной ареста стали приобретение Мари Каше четырёх винтовок и вызванные этим подозрения в подготовке теракта. Эти подозрения были связаны в том числе и с тем, что Андерс Брейвик включил Викернеса в число получателей своего националистического манифеста «Европейская декларация независимости», хотя сам Варг ранее неоднократно высказывал своё негативное отношение к действиям Брейвика, а тем более отрицал какую-либо связь с ним. 18 июля Викернес был отпущен на свободу из-за отсутствия доказательств, его жена была выпущена из-под стражи на день раньше.
YouTube-канал Викернеса был удален с платформы в июне 2019 года.
13 марта 2020 года был выпущен новый альбом под названием Thulêan Mysteries.

## Семья
У Варга Викернеса есть дочь Ребекка, родившаяся в 1993 году. В интервью 2004 года Викернес говорил, что не женат на матери своей дочери.
Находясь в тюрьме, Викернес познакомился с Мари Каше (фр. Marie Cachet), гражданкой Франции, позже они поженились. В 2007 году у Викернеса и Каше родился сын, в 2009 году его жена была беременна ещё одним ребёнком. В 2008 году мать Викернеса сообщила в интервью, что он и его жена знают друг друга три или четыре года. В 2021 году Варг заявил, что у него всего восемь детей.

## Политические и религиозные убеждения

### Неоязычество
Варг Викернес известен своей активной деятельностью, направленной на возрождение дохристианских верований и мировоззрений как всех европейских народов в целом, так и германских народов в частности, ввиду большей аутентичности скандинавской мифологии и язычества. В своих публикациях он неоднократно писал о том, что христианство — это навязанная сверху и чуждая для европейских народов еврейская религия, а их истинной верой является язычество.

Это религия для здоровых общин, образованных несколькими людьми, живущими в гармонии с природой. Это религия для сильных, чистых, красивых и здоровых, и для этих людей сия религия является единственной, которой стоит следовать.Оригинальный текст (англ.)It is a religion for healthy communities made up of a few individuals living in harmony with nature. It is a religion for the strong, the pure, the beautiful and the healthy, and to these people it is still the only religion worth practicing.

В то же время в интерпретации Викернеса эта религия, многие адепты которой проповедуют терпимость по отношению к другим культурам, дополняется расистскими и оккультными нацистскими элементами. В начале 1990-х Викернес заявлял, что Скандинавию нужно освободить от оккупировавших её евреев.
В последнем на данный момент интервью Викернес заявил, что не является приверженцем веры в религиозном смысле слова:

Я могу заверить вас, что абсолютно не верю в каких бы то ни было духов или божеств. Я считаю подобную веру следствием элементарного невежества, или по сути дела недостатка ума. Я слишком много знаю о религии, чтобы быть религиозным.Оригинальный текст (англ.)I can assure you that I don't believe in any spirits or deities whatsoever. I see all such beliefs as plain ignorance, or in fact as evidence of lacking intelligence. I know too much about religion to be religious.

### Неонацизм
Утверждается, что Варг состоял в неонацистской организации «Белое Арийское Сопротивление» (норв. «Hvit Arisk Motstand») и поддерживал связи с другими неонацистскими и неоязыческими организациями, однако сам он отрицает, что имел какие-либо связи с неонацизмом. По мнению ряда исследователей, на Викернеса большое влияние оказала личность норвежского коллаборациониста Видкуна Квислинга (норв. Vidkun Quisling), в частности его идеология универсизма, объединявшая пантеизм с ницшеанством. В альбоме Dauði Baldrs имя музыканта указано как Varg Kvisling Larsson Vikernes. Как Викернес утверждает в «Речах Варга», среди его предков была женщина по имени Сюзанна Малена Квислинг, жившая в XIX веке, что также может объяснять добавление слова «Квислинг» в имя.
В «Речах Варга» содержатся многочисленные антисемитские, расистские и антихристианские высказывания. Викернес формирует собственную историко-расовую концепцию на основе древнескандинавской «Песни о Риге», где неевропейские народы принадлежат к расе потомков «рабов». При этом он использует термин «арийская раса», к которой относит в первую очередь светлопигментированных европейцев с первой или второй группой крови, являющихся долихо- или мезоцефалами.
В последнее время [когда?] он неоднократно заявлял, что не является нацистом в полном смысле слова:

Меня привлекал «нацизм» и я иногда выражал в его адрес своё одобрение главным образом потому, что многие из норвежских (и немецких) «нацистов» избрали нашу языческую религию в качестве нашей кровной религии и отреклись от иудео-христианства как еврейской ереси — и они были первыми, кто сделал это за столь долгое время!Оригинальный текст (англ.)The reason I have been drawn to and occasionally have expressed support for «nazism» is mainly because many of the Norwegian (and German) «nazis» embraced our Pagan religion as our blood-religion and they rejected Judeo-Christianity as Jewish heresy — and they were the first to do so in a long, long time!

Одна из причин, по которой Викернес перестал говорить о приверженности нацизму — это интерес к истории, культуре и верованиям славян:

Как норвежец я никогда не задумывался о том, что порой использование мною — норвежцем — термина «нацизм» для характеристики моей идеологии может оскорбить славян. Естественно, у меня никогда не было намерения оскорбить славян или сделать их изгоями. Лично у меня весьма положительное представление о славянах и славянской культуре, и мне жаль, если люди думают иначе.Оригинальный текст (англ.)As a Norwegian I never really thought about the fact that it might offend Slavs when I — a Norwegian — occasionally used the term «nazism» to describe my ideological foundation. Naturally I never had the intention to offend or alienate Slavs. Personally I have a very positive view on Slavs and Slavonic culture, and I think it is sad if people think otherwise.

Если в первых публикациях он выделял именно германскую группу народов, то в последующих заявляет о симпатиях ко всем «истинным европейцам».

## Статьи и книги
Варг Викернес является автором большого количества статей и книг. Основной их темой является язычество, при этом он касается не только язычества скандинавов, но и всех германских народов, а также славян. Большая часть этих статей опубликованы в книге Речи Варга (Vargsmål, по аналогии с Håvamål («Речи Высокого»), песнью из Старшей Эдды).
Варг в своих статьях и интервью неоднократно призывал читателей не доверять ни единому другому ресурсу, кроме www.burzum.org, во всём, что касается его личности. Сайт www.burzum.org расположен на российских серверах и доступен только на двух языках — английском и русском.
Книги Викернеса, опубликованные на норвежском языке:
- Vargsmål. — 1997. — 160 с.
- Germansk mytologi og verdensanskuelse. — Cymophane Publishing, 2000. — 184 с. — ISBN 91-973819-0-X.
- Irminsûl. — Cymophane Publishing, 2002. — 16 с. — ISBN 82-996349-0-3.

Книги Викернеса, опубликованные на английском языке:
- Guide to the Norse Gods and their Names. — 2001. — 43 с.
- Irminsûl. — Cymophane Publishing, 2002. — 16 с. — ISBN 91-973819-6-9.
- Sorcery and Religion in Ancient Scandinavia. — Abstract Sounds Books, 2011. — 128 с.

Книги Викернеса, опубликованные на русском языке:
- Речи Варга = Vargsmål. — ООО «Рагнарёк», 2002. — 192 с. — 2000 экз. — ISBN 5-8827-043-5.[61]
- Речи Варга II. — Саратов: Научная книга, 2006. — 228 с. — 1000 экз. — ISBN 5-9758-0114-1.
- Скандинавская мифология и мировоззрение = Germansk mytologi og verdensanskuelse. — Тамбов, 2007. — 232 с. — 1000 экз.
- Речи Варга. Издание второе, исправленное и дополненное = Vargsmål. — Тамбов, 2007. — 176 с. — 1000 экз.
- Скандинавская мифология и мировоззрение. 2-е издание = Germansk mytologi og verdensanskuelse. — Тамбов, 2010. — 232 с. — 1000 экз. — ISBN 978-5-88934-440-7.
- Речи Варга II. 2-е, дополненное электронное издание. — Ex Nord Lux Digital, 2010.
- Речи Варга = Vargsmål. — 3-е издание. — Тамбов, 2011. — 160 с.
- Речи Варга II. — 3-е издание. — Тамбов, 2011. — 224 с.
- Скандинавская мифология и мировоззрение. 3-е издание = Germansk mytologi og verdensanskuelse. — Тамбов: Ex Nord Lux, 2012. — 200 с.
- Религия и магия Древней Скандинавии = Sorcery and Religion in Ancient Scandinavia. — Тамбов: Ex Nord Lux, 2012. — 104 с.
- Ирминсуль. — Тамбов: Ex Nord Lux, 2019. — 226 с.

В России «Речи Варга» и «Речи Варга II» запрещены — внесены в Федеральный список экстремистских материалов решением Южно-Сахалинского городского суда от 11 октября 2012 года.